# Segona divisió B espanyola de futbol 2016-2017
La temporada 2016-17 de la Segona Divisió B espanyola de futbol correspon a la 40a edició del campionat i es va disputar entre el 20 d'agost del 2016 i el 14 de maig del 2017 en la fase regular. Posteriorment es va disputar la promoció d'ascens entre el 20 de maig i el 25 de juny.

## Sistema de competició
Hi van participar vuitanta clubs de tota la geografia estatal, enquadrats en quatre grups de vint equips segons proximitat geogràfica. Es van enfrontar a cada grup tots contra tots dues vegades -una en camp propi i una altra en camp contrari- durant un total de 38 jornades. L'ordre dels partits es va decidir per sorteig abans de començar la competició. La Reial Federació Espanyola de Futbol va ser la responsable de designar els àrbitres de cada partit.
El guanyador d'un partit obtenia tres punts, el perdedor no sumava punts, i en cas d'empat hi havia un punt per a cada equip. Al final del campionat, els quatre equips que van acumular més punts a cada grup van jugar la promoció d'ascens. Aquesta promoció va tenir format d'eliminació directa a doble partit, els primers classificats es van enfrontar entre si en aparellaments que es van determinar per sorteig i els dos vencedors van pujar a Segona Divisió i van jugar una altra eliminatòria per decidir el campió de Segona Divisió B. Els perdedors es van unir a la resta d'eliminatòries que van disputar segons contra quarts, i els tercers entre ells. Després de disputar-se tres rondes eliminatòries els dos equips vencedors van ascendir igualment a Segona Divisió.
Els quatre últims equips classificats de cada grup van baixar a Tercera Divisió. Els setzens classificats van jugar la promoció per la permanència que es va disputar per eliminació directa a doble partit i els aparellaments es van determinar per sorteig. Els dos equips derrotats van perdre la categoria.

## Equips de la temporada 2016-17
| Dades d'ascensos i descensos |
| --- |
| Albacete Balompié, Bilbao Athletic, UE Llagostera i SD Ponferradina descendeixen de Segona Divisió A. Cadis CF, CF Reus Deportiu, Sevilla Atlètic i UCAM Múrcia CF ascendeixen a Segona Divisió A. Algesires CF, UD Almeria "B", Atlètic Astorga FC, Real Betis "B", CP Cacereño, SD Compostela, Getafe CF "B", CD Guadalajara, CD Llosetense, CD Olímpic de Xàtiva, UE Olot, Peña Sport FC, CF Pobla de Mafumet, Club Portugalete, CD San Roque de Lepe, Sporting de Gijón "B" i CF Talavera de la Reina baixen a Tercera Divisió. A més, l'Huracà València CF desapareix. Atlètic Manxa Real, Atlètic Saguntí, CD Boiro, Caudal Deportivo, Còrdova CF "B", CD El Ejido 2012, Extremadura UD, CF Gavà, RCD Mallorca "B", UD Mutilvera, CDA Navalcarnero, CE Prat, UD San Sebastián de los Reyes, Atlético Sanluqueño CF, Club Atlètic Osasuna "B", San Fernando CD i SD Zamudio ascendeixen a Segona Divisió B. |

- Composició dels quatre grups de la Segona Divisió B confirmats a l'Assemblea General de la Reial Federació Espanyola de Futbol del 15 de juliol de 2016.[1]

### Grup I
En aquest grup hi ha els equips de Galícia (6), Astúries (2), Cantàbria (1), Castella i Lleó (7) i Navarra (4).
| - CD Boiro - RC Celta de Vigo "B" - Coruxo FC - Pontevedra CF - Racing de Ferrol - UD Somozas - Caudal Deportivo - CD Lealtad - Racing de Santander - Arandina CF |  | - Burgos CF - Cultural y Deportiva Leonesa - CD Guijuelo - CD Palencia Balompié - SD Ponferradina - Real Valladolid CF "B" - Club Atlético Osasuna "B" - CD Izarra - UD Mutilvera - CD Tudelano |

### Grup II
En aquest grup hi ha els equips del País Basc (10), Comunitat de Madrid (5), Canàries (1), La Rioja (1) i part de Castella-la Manxa (3).
| - SD Amorebieta - Arenas Club - Barakaldo CF - Bilbao Athletic - SD Gernika - SD Leioa - Real Sociedad "B" - Real Unión Club - Sestao River Club - SD Zamudio |  | - CF Fuenlabrada - CDA Navalcarnero - CF Rayo Majadahonda - Reial Madrid Castella - UD San Sebastián de los Reyes - CD Mensajero - UD Logroñés - Albacete Balompié - UD Socuéllamos CF - CD Toledo |

### Grup III
En aquest grup hi ha els equips de Catalunya (10), País Valencià (7), Illes Balears (2) i Aragó (1).
| - CF Badalona - FC Barcelona "B" - UE Cornellá - RCD Espanyol "B" - CF Gavà - CE L'Hospitalet - UE Llagostera - Club Lleida Esportiu - AE Prat - CE Sabadell FC |  | - CE Alcoià - Atlètic Llevant UE - Atlètic Saguntí - CE Eldenc - Hèrcules CF - València CF Mestalla - Vila-real CF "B" - CE Atlètic Balears - RCD Mallorca "B" - CD Ebro |

### Grup IV
A l'últim grup hi ha els equips d'Andalusia (11), Regió de Múrcia (4), Extremadura (3), part de Castella-la Manxa (1) i la ciutat autònoma de Melilla (1).
| - Atlético Mancha Real - Atlético Sanluqueño CF - Córdoba CF "B" - CD El Ejido 2012 - Granada CF "B" - Real Jaén CF - Linares Deportivo - RB Linense - Marbella FC - RC Recreativo de Huelva |  | - San Fernando CD - FC Cartagena - FC Jumilla - Lorca FC - Real Murcia CF - Extremadura UD - AD Mérida - CF Villanovense - La Roda CF - UD Melilla |

## Copa del Rei
Els cinc primers classificats de cada grup, exceptuant els filials, i els quatre següents equips amb millor puntuació en tots els grups es classificaren per a la següent edició de la Copa del Rei. La plaça dels filials l'ocuparen els següents equips més ben classificats.